# Bagadur
Bagadur era la més alta classe de la noblesa aristocràtica dels mongols al segle xiii. El seu nom volia dir "valerosos". Per sota d'aquesta aristocràcia molt reduïda hi havia la dels noyan.